# 科尔尼耶 (多尔多涅省)
科尔尼耶（法語：Cornille，法語發音：[kɔʁnij]）是法国多尔多涅省的一个市镇，属于佩里格区。

## 地理
科尔尼耶（45°15'5"N, 0°47'4"E）面积13.04 平方千米，位于法国新阿基坦大区多爾多涅省，该省份为法国西南部内陆省份，是法國本土面积第三大的省，大致对应佩里戈尔地区，北起顺时针与夏朗德省、上维埃纳省、科雷兹省、洛特省、洛特-加龙省、吉倫特省和滨海夏朗德省接壤。
与科尔尼耶接壤的市镇（或旧市镇、城区）包括：阿戈纳克、昂托讷和特里戈南、尚瑟维内勒、特雷利萨克、佩里戈尔地区索尔日和利格。

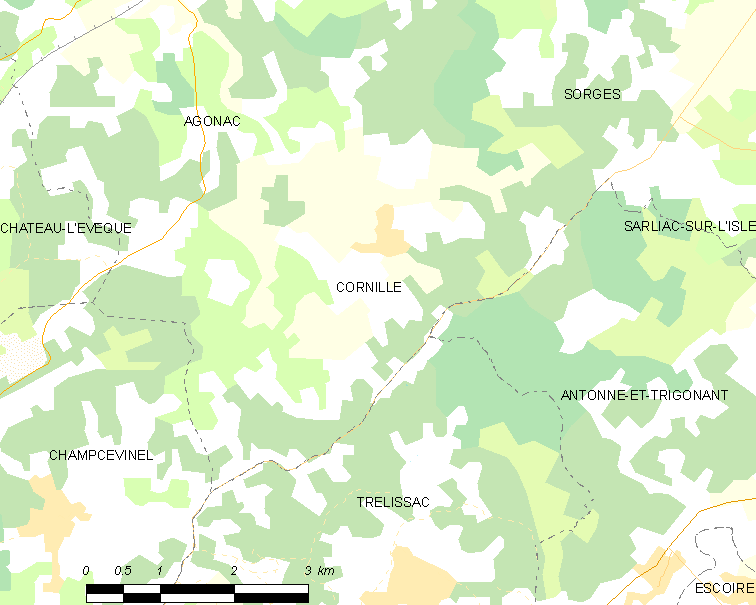
的OSM定位图

科尔尼耶的时区为UTC+01:00、UTC+02:00（夏令时）。

## 行政
科尔尼耶的邮政编码为24750，INSEE市镇编码为24135。

## 政治
科尔尼耶所属的省级选区为特雷利萨克县。

## 人口

1962-2008年间人口变化图示

科尔尼耶于2022年1月1日时的人口数量为688人。